# SNR G067.7+01.8
SNR G067.7+01.8 es un resto de supernova situado en la constelación de Cygnus. Fue descubierto en 1992 en un estudio del plano galáctico a 327 MHz utilizando el radiotelescopio Westerbork.

## Morfología
SNR G067.7+01.8 es un resto de supernova de morfología mixta cuya imagen en banda de radio tiene estructura de doble arco.
Su morfología en rayos X se correlaciona bien con la estructura de doble arco observada en longitudes de onda de radio, aunque está llena en su centro. Los espectros de rayos X de los bordes norte y sur muestran características de líneas de emisión de metales muy ionizados, lo que sugiere que la mayor parte de la radiación se origina en un plasma térmico. Los niveles de magnesio, silicio y azufre son más elevados que los valores solares.
Se estima que la velocidad del frente de choque es inferior a 100 km/s y probablemente está en el rango de 60 - 80 km/s.

## Posible remanente estelar
La observaciones llevadas a cabo por el observatorio de rayos X Chandra han permitido detectar dos fuentes puntuales de rayos X —CXOU195424.75+312824.9 y CXOU195429.82+312834.1— cerca del centro geométrico de SNR G067.7+01.8. Sin embargo, al no haberse podido detectar el equivalente en luz visible de estas fuentes, cualquiera de ellas podría corresponder al remanente estelar de este resto de supernova.

## Edad y distancia
SNR G067.7+01.8 tiene una incierta edad en torno a los 2300 años, si bien el margen de error es tan amplio que dicha cifra podría llegar hasta los 7600 años.
Tampoco la distancia que nos separa de este resto de supernova es bien conocido. Una estimación inicial, basada en la relación Σ − D, situaba a SNR G067.7+01.8 a 17 000 pársecs, lo que no concuerda con un valor muy inferior calculado a partir de la asociación de filamentos de luz visible con el arco en banda de radio al norte del remanente.
Un estudio más moderno adjudica una distancia de 2000 (+3700, -500) pársecs, que corresponde a un radio de aproximadamente 4 pársecs para este resto de supernova. No obstante, el error superior es de más del 100 %.